# José Ortigoza
José Ortigoza (* 1. dubna 1987, Asunción) je paraguayský fotbalista.

## Reprezentační kariéra
José Ortigoza odehrál za paraguayský národní tým v letech 2010–2015 celkem 6 reprezentačních utkání a vstřelil v nich 3 góly.

## Statistiky
| Paraguay | Paraguay | Paraguay |
| Roky     | Zápasů   | Gólů     |
| -------- | -------- | -------- |
| 2010     | 3        | 2        |
| 2011     | 0        | 0        |
| 2012     | 2        | 1        |
| 2013     | 0        | 0        |
| 2014     | 0        | 0        |
| 2015     | 1        | 0        |
| Celkem   | 6        | 3        |